# Буруктальський феросплавний завод
Буруктальський феросплавний завод – металургійне підприємство у Оренбурзькій області Росії.
Буруктальський нікелевий завод (який організаційно підпорядковувався Південно-Уральському нікелевому комбінату) почали споруджувати в 1962-му. Первісно його проектували під використання нікелевої руди Бурктальского родовища, яка при доволі низькому вмісті нікелю на рівні 0,89% мала високий вміст заліза – 36% Fe2O3 – та погано піддавалась збагаченню. Втім, з 1961-го з’явився доступ до високоякісного кубинського нікель-кобальтового сульфідного концентрату з вмістом нікелю 55%. Останній став на кілька десятиліть основною сировиною для Буруктальського феронікелевого заводу, де в 1964-му ввели в дію обпалювально-відновлювальний цех, який працював з кубинським продуктом. Також завод міг працювати з вторинною сировиною (шлами, шлаки, пил, лом) із вмістом нікелю від 2%. 
На початку 1990-х поставки кубинського концентрату припинились. Так само виникли проблеми із надходженням вторинної нікелевмісної сировини. Як наслідок, завод був вимушений припинити роботу. В таких умовах спробували все-таки використати ресурс Буруктальського родовища, для чого в 2004-му запустили плавильний цех, що міг щорічно переробляти до 0,13 млн тон руди та випускати від 1000 до 1500 тон нікеля (у формі феронікеля із вмістом нікеля біля 8%). Крім того, в 2003 – 2004 відновили виробництво на двох печах із викристанням вторинної сировини.
Втім, спроби підібрати ефективну технологію збагачення руди Буруктальского родовища так і не принесли успіху. З 2016-го Буруктальський завод потрапив у процедуру банкрутства. Невдовзі спробували за підтримки держави запустити дослідний цех для відпрацювання технології збагачення, проте він проіснував 1,5 роки та в 2018-му також зупинився.
В 2013-му новий власник викупив Буруктальський завод та запустив на ньому виробництво ферохрому з річною потужністю 20 тисяч тон (хроміти може постачати розташований у тій же Оренбурзькій області Аккаргінський рудник).